# Dolichoderus ovigerus
Dolichoderus ovigerus är en myrart som beskrevs av Cockerell 1915. Dolichoderus ovigerus ingår i släktet Dolichoderus och familjen myror. Inga underarter finns listade i Catalogue of Life.